# Дубенко, Евгений Григорьевич
Дубенко Евгений Григорьевич (22 мая 1929 — 13 августа 2020, Харьков) — советский и украинский врач-невропатолог, заслуженный деятель науки УССР — 1985, лауреат Государственной премии Украины в области науки и техники — 1993.

## Биография
Родился в селе Потоки Кременчугского района Полтавской области. В 1954 году окончил лечебный факультет Харьковского медицинского института. Работал в этом же институте почти все время — на кафедре нервных болезней, прошел путь от ординатора до профессора. С 1962 года доцент, с 1969 — профессор кафедры. С 1971 года — заведующий кафедрой нервных болезней, в 2002—2004 гг. — профессор этой кафедры. С 2002 года кафедрой заведует академик УАН И. А. Григорова. С 2005 года — профессор неврологии кафедры общей практики семейной медицины. Развивал исследования в направлении ранней сосудистой патологии мозга и профилактической ангионеврологии.

## Научная деятельность
В 1993 году за цикл работ о принципах профилактики острых и хронических нарушений мозгового кровообращения удостоен Государственной премии Украины в области науки и техники. В том же году избран академиком АН высшей школы.
Под его руководством созданы направления изучения атеросклероза у людей разных профессий, болезни Паркинсона, заболеваний вегетативной нервной системы. Изучал механизмы развития эпилепсии, биохимические основы формирования эпилептического очага.
Является автором более 300 научных работ, из них 5 монографий, учебников и учебных пособий для врачей и студентов.
Под его руководством подготовлено 6 докторских и 41 кандидатская диссертация. Создал крупную школу клиницистов-неврологов и ученых. Дубенко — член Европейской федерации неврологических обществ, Комитета по образованию Всемирной неврологической федерации.
Более 30 лет возглавлял Харьковское научное общество неврологов, потом был его почетныи председателем. С 1985 года — заслуженный деятель науки УССР за выдающиеся заслуги в области неврологии.